# Ruta Y-85
La ruta Y-85 es una carretera ubicada en la región de Magallanes y de la Antártica Chilena (en el sur de Chile), específicamente en el sector centro-sur de la isla Grande de Tierra del Fuego, la mayor del archipiélago fueguino, en el extremo austral de América del Sur. El tramo norte corre entre áridas llanuras esteparias de coirones; más hacia el sur los cerros a su derredor se elevan y los bosquetes van imponiéndose sobre los pastizales. La porción austral de esta ruta, conocida como camino Estancia Vicuña-Yendegaia o Senda de penetración Vicuña – Yendegaia se introduce entre los cordones andinos a través de densos bosques magallánicos; parte de este último tramo está en la actualidad aún en construcción y se pretende que llegue a la bahía Yendegaia en el canal Beagle. 

## Generalidades
La ruta parte en las cercanías del cerro Pérez Gacitúa, conectando con la ruta Y-71 y 257, pasando por Cameron, Pampa Guanaco y el lago Fagnano.
En la actualidad, el estado chileno está ampliando la ruta Y-85 hacia el sur, construyendo una carretera paisajística en el sector centro-sur de la isla Grande de Tierra del Fuego, la que busca atravesar el sector medio de los Andes fueguinos, partiendo desde la comuna de Timaukel (en la provincia de Tierra del Fuego) y llegando a la comuna de Cabo de Hornos (en la provincia Antártica Chilena).
El objetivo es unir la zona de Pampa Guanaco con la bahía Yendegaia, en la margen septentrional del canal Beagle. Desde allí cruzar, durante una hora de viaje, dicho cuerpo marino mediante una barcaza, la que permitirá conectar el final de la nueva ruta con Puerto Navarino, en la ribera norte de la isla homónima, entroncando con la Y-905, el sistema carretero del sector norte de la isla (el más austral del mundo) y Puerto Williams.
La zona oeste de la bahía Yendegaia es parte del Parque Nacional Yendegaia que perteneció a la “Fundación Yendegaia” ligada al multimillonario Douglas Tompkins. Quien en 2013 dona las tierras al Estado de Chile para la formación del parque nacional.
La obra es fruto de un convenio entre el Gobierno Regional y el Ministerio de Obras Públicas (MOP) junto al Cuerpo Militar del Trabajo (CMT).

## Historia
Después de la fundación de la Estancia Vicuña en 1915, esta fue por largo tiempo el más austral de los poblados chilenos accesibles por tierra en la Isla Grande de Tierra del Fuego. Con los años también se establecieron poblaciones en el Caleta María, en el extremo este del seno Almirantazgo. 
Han quedado reportes de que para los habitantes originarios de la región, el paso hacia el sur por tierra era conocido. Así quedó consignado, por ejemplo, en un escrito del misionario inglés Thomas Bridges.: 8 
Más al sur, en la ribera norte del canal Beagle estaba Yendegaia, que era accesible a través del mar. El territorio entre esas dos posesiones era conocido a través de la tradición oral indígena. Ya en 1882 Giacomo Bove sabía de la existencia de una fácil travesía entre Almirantazgo y Yendegaia, pero el trayecto era desconocido. Los primeros exploradores que se aventuraron en esta región fueron Tomás Zurueta (1892), Eduardo O'Connor (1892), Comisión Internacional de Límites (1895), Otto Nordenskjöld (1896), Carl Skottsberg (1908), Alberto María de Agostini (1913).
En 1890 la comisión chilena encargada de fijar los límites con Argentina, publicó un mapa elaborado por Carlos Soza Bruna con un lago sin nombre en la posición del actual lago Fagnano. En 1892, un equipo de exploradores en torno a Tomas Zurueta hizo la travesía desde Lapataia hasta el seno Almirantazgo, pero no quedaron registros de su recorrido.: 14  Casi simultáneamente, dos exploradores argentinos, O'Connor y Montes, comprobaron la existencia del lago que C. Soza Bruna había destacado en el mapa. Esta coincidencia de un lago "previsto" y uno visto, induce al autor Samuel García O. a suponer que fue Agostini quien por lo menos informó a Soza Bruna de la existencia del lago.: 9 
En 1895 la Comisión Internacional de Límites llegó al extremo oriental del seno Almirantazgo y cartografió la zona y fijando la toponimia de los ríos Azopardo, Betbeder, Mascarello y Fontaine. En febrero del año siguiente, una expedición de Otto Nordenskjöld descubrió un valle hacia el sur, pero no siguió esa dirección.
En febrero de 1908, Carl Skottsberg, Percy Quensel, Thore Halle, Albert Pagels y Karl Müller siguieron el río Azopardo aguas arriba e ingresaron en el valle del río Betbeder hasta llegar al llamado Paso Las Lagunas, que trasmonta la cordillera, pero no lograron ver el canal Beagle, aunque si descubrieron el lago Lovenborg (cuyo nombre original es Löwenborg).
Finalmente, les cupo al sacerdote salesiano Alberto María de Agostini y sus compañeros de ruta Juan De Gasperi y los hermanos Abel y Augusto Pession el mérito de haber sido los primeros hombres blancos en unir el seno Almirantazgo con el canal Beagle a través del valle del río Betbeder y el río Rojas en una travesía que duró desde 19 al 24 de febrero de 1913.: 14 
La ruta a través del río Lapataia que ya había hecho Zurueta sin dejar registros, fue repetida por el pintor estadounidense Rockwell Kent en 1922.: 15 

### Planes para un camino
La unión de las localidades fueguinas del Estrecho de Magallanes con el canal Beagle por territorio chileno mediante la construcción de un camino de penetración fue desarrollada como resultado de que una expedición efectuada en el año 1978 en la que se logró unir la estancia “Vicuña” con la bahía Yendegaia, analizando en la misma la factibilidad técnica de tal empresa y delineando tentativamente el trazado que debería seguir. La prolongación andina de esta ruta fueguina de carpeta de ripio comenzó a ser construida por el Gobierno de Chile a fines de 1979 e inicios de 1980 cuando la Dirección de Vialidad Regional adjudicó 20 km iniciales a Ingeniería Civil Vicente; a su vez a comienzos de 1980, Empresa Constructora BELFI S.A. instaló Puente Vicuña también para Vialidad; a fines de 1981 hasta marzo de 1982, Constructora Dieter Meier S.A. construyó a continuación 12 km de penetración, quedando a partir de marzo de 1982 el proyecto detenido hasta 1994, que es cuando el CMT reinicia las obras. Se estimó que la obra estaría terminada en el año 2019 o 2023. Del total de 139 kilómetros previstos (desde Estancia Vicuña hacia el sur), para el año 2012 se habían construido solo los 75 km iniciales. Es que en los primeros lustros el avance de las obras fue lento, debido a los costos que implica operar en una geografía hostil como es la que caracteriza al terreno que atraviesa, cubierto de nieve durante gran parte del año.
El tramo de 51 kilómetros entre el Puente río Rasmussen (km 0) y las cercanías del lago Fagnano, comenzó a construirse en el año 1995 y fue finalizado en el año 2007. Fue obra del Cuerpo Militar del trabajo (CMT).

## Recorrido

Primeras exploraciones de la ruta Y-85, sobre un mapa del Instituto Geográfico Militar de Chile en 1955 en una escala de 1:250000. La ruta Y-85 nace de la CH 257, al cruzar esta la Y-71 y continúa siguiendo aproximadamente la ruta seguida por la expedición Vicuña-Yendegaia de 1978, que es la línea verde.

Pasa junto a Caleta Josefina y luego bordea hacia el sur la bahía Inútil. Luego de desprender por el este a la Y-893 alcanza la aldea de Cameron. Allí abandona las costas de la bahía para penetrar hacia el interior isleño con rumbo este. Pasa por el paraje Russfin, y luego desprende hacia el nordeste la Y-895. El tramo hasta aquí se denominó con este último nombre. Continuando por la rectilínea ruta Y-85, el paisaje a través del cual se circula es una infinita llanura ondulada, árida y esteparia, con vegetación de coirones barridos casi constantemente por los fuertes vientos del sudoeste. Se pasa por el paraje Río Grande (al cruzar mediante un puente el río homónimo). Más adelante se llega a la pequeña localidad de Pampa Guanaco, donde se encuentra una estación meteorológica, un retén de carabineros y el Aeródromo “Pampa Guanaco” (SCBI). Este retén antiguamente se emplazaba en las inmediaciones de la estancia “Vicuña”. En Pampa Guanaco se desprende por la derecha (hacia el sudoeste) la ruta Y-761, que lleva al enorme lago Blanco. Siguiendo 2 km por la ruta Y-85 (luego de cruzar un afluente del río Grande) se desprende hacia el este la ruta Y-769, la que lleva a la Estancia Bellavista primero y más allá al paso internacional “Río Bellavista”, que conecta con la ruta “B” de Argentina. 
Siguiendo por la Y-85, se entra en el territorio del parque natural Karukinka, enorme área protegida privada, de 300.000 ha, propiedad de la fundación Wildlife Conservation Society (WCS).
Los bosques magallánicos, que primero aparecían tímidamente, pasan a ser la formación vegetal dominante, salvo en los valles amplios, donde reinan las turberas. Luego se cruza y margina el río Rasmussen (zona de la Estancia Vicuña). En esta zona se localiza la base de guardaparques del parque Karukinka “sector Vicuña”.

### Tramo "Senda de penetración Vicuña – Yendegaia"
En esa zona comienza el tramo más conocido de esta ruta, el sector denominado “Senda de penetración Vicuña – Yendegaia”, de 138 km, divididos en dos partes, los primeros 67 km alcanzan el lago Fagnano y los restantes 71 km llegan al punto final sobre el canal Beagle. La construcción, que comenzó en 1994, es obra del Cuerpo Militar del Trabajo (CMT).
Esta Senda entra en el Parque Nacional Yendegaia.
Aquí comienza la primera trepada del camino, con varios zig-zag, hasta alcanzar los 631 m s. n. m. Luego desciende hacia el valle del lago Despreciado, al que se lo supera marginándolo por el norte. En su extremo oriental nace el sendero pedestre “La Paciencia” de 33 km el cual, con dirección al poniente, acompaña primero la costa sur de ese lago y luego el recorrido del río Sánchez (al norte del cordón Valdivieso) hasta la bahía La Paciencia, en el seno Almirantazgo.
Siguiendo por la Y-85, en el kilómetro 55 se alcanza la ribera occidental del lago Deseado (a una altitud de 167 m s. n. m.), al que luego el camino contornea por su margen austral durante 4,6 km. En este tramo se encuentra el único lugar habitado de sus riberas, el “Lodge Deseado”. La ruta hasta este punto se inauguró recién en el año 2005.
Posteriormente toma rumbo sur y comienza a trepar nuevamente. Luego de una subida de 8 km, alcanza una altitud de 694 m s. n. m. al cruzar por un paso el segundo cordón andino. Desde allí comienza a descender, hasta llegar a la ribera noroccidental del lago Fagnano. Continúa rodeándolo hacia el oeste hasta cruzar su efluente, el río Azopardo, mediante el puente “Roberto Sturiza Kusanovic”. Inmediatamente se une a un camino que viene desde el oeste, el cual se está construyendo, y que acompaña el valle del citado curso fluvial hasta la Caleta María, ribera del saco del seno Almirantazgo, en donde se encuentran vestigios de un antiguo aserradero.
Desde el nacimiento del río (a una altitud de 33 m s. n. m.) el camino sigue por 71 km hasta su objetivo final. Primero recorre la margen austral del lago, ganando nuevamente altura durante 2 km. Luego de superar el Campamento CMT – “Azopardo”, la ruta tuerce hacia el sur, alejándose así del mayor cuerpo acuático del interior de la isla. Continúa por el valle fluvial del río Betbeder hasta cerca de 8 km al sur del lago, máximo avance de las obras para marzo de 2015. 
El siguiente tramo trepará hasta el paso Las Lagunas (500 m s. n. m.), en el cordón que divide las cuencas de los lagos Fagnano y Errázuriz, por el norte y el sur respectivamente, bajará hasta el valle del río Lapataia, cruzará su curso, y luego bordeará el río Pirámides hasta llegar al valle del río Yandegaia (que nace del glaciar Stoppani) y por este hasta el canal Beagle en la zona de la bahía Yendegaia. Finalmente recorrerá por su margen norte esta bahía bordeando a la vez los cerros Pirámides hasta alcanzar la caleta Dos de Mayo, donde se asienta la Tenencia de Frontera “Dos de Mayo” de Carabineros de Chile. Para acelerar las obras, un segundo frente de trabajo comenzaría desde el punto final para construir 31 km, hasta poder finalmente ambos conectarse.